# Bioflocos
O sistema de Bioflocos (Biofloc Tecnology - BFT), é um sistema alternativo de piscicultura onde é empregada a reciclagem e a reutilização de nutrientes residuais como ração para peixes. A principal abordagem do Bioflocos é o cultivo de microorganismos de forma adequada juntamente com espécies aquáticas (peixes ou mariscos) para produzir um sistema sustentável, beneficiado pela troca de água mínima ou nula. A tecnologia funciona em dois contextos principais:
1. Manutenção da qualidade da água, por meio da utilização de compostos nitrogenados tóxicos para formação de proteína microbiana; e
2. Aumentar a taxa de conversão alimentar e diminuir o custo total de produção.

## História do Bioflocos (BFT)
O primeiro BFT foi desenvolvido na década de 1970 no Ifremer-COP (Instituto Francês de Pesquisa para Exploração do Mar, Centro Oceânico do Pacífico) com Penaeus monodon , Fenneropenaeus merguiensis , Litopenaeus vannamei e L. stylirostris... Israel e EUA (Centro de Maricultura Waddell) também iniciaram Pesquisa e Desenvolvimento com Tilápia e L. vannamei , respectivamente no final dos anos 1980 e 1990. Agora, esta tecnologia foi executada com sucesso em TNBIOFLOC Mayiladuthurai, tamilnadu. O nome fundador da TNBIOFLOC é Mr.Gajendraprabhu desde 2017.
A aplicação comercial começou em uma fazenda no Taiti (Polinésia Francesa) em 1988 usando tanques de concreto de 1000 m² com troca de água limitada atingindo um recorde de 20–25 ton/ha/ano em 2 safras.  Uma fazenda localizada em Belize, América Central, também produziu cerca de 11-26 ton/ha/ciclo usando 1,6 ha de tanques poli-revestidos. Outra fazenda localizada em Maryland, EUA, também produziu 45 toneladas de camarão por ano usando cerca de 570 m² de estufa interna BFT raceways.
O BFT tem sido praticado com sucesso em fazendas de camarão e peixes de grande porte na Ásia, América Latina e Central, EUA, Coréia do Sul, Brasil, Itália, China, Índia e outros. No entanto, pesquisas sobre BFT por universidades e centros de pesquisa estão refinando o BFT, para aplicação agrícola em cultura de engorda, tecnologia de alimentação, reprodução, microbiologia, biotecnologia e economia.

## O papel dos Microorganismos
Os microrganismos desempenham um papel vital na alimentação e manutenção da saúde geral dos animais cultivados. Os flocos de bactérias (bioflocos) são ricos em nutrientes (fonte de proteínas-lipídios) disponíveis como alimento para peixes ao longo do dia.  A coluna de água mostra uma interação complexa entre micróbios vivos, plânctons, matéria orgânica, substratos e herbívoros, como rotíferos, ciliados, protozoários e copépodes, que serve como fonte secundária de alimento.  A combinação deste material particulado mantém a reciclagem de nutrientes e a manutenção da qualidade da água.  
O consumo de flocos pelos organismos cultivados provou aumentar a imunidade e a taxa de crescimento,  diminuir a taxa de conversão alimentar e reduzir o custo total de produção.  Os fatores promotores de crescimento têm sido atribuídos tanto a bactérias quanto ao plâncton, onde até 30% do alimento total é compensado no camarão.  

## Compatibilidade de espécies
Existe uma norma de compatibilidade de espécies para cultivo em BFT. Para obter um melhor desempenho de crescimento, as espécies candidatas devem ter resistência à alta densidade de estocagem, adaptar-se às mudanças no oxigênio dissolvido (3-6 mg/L), sedimentar sólidos (10 --15 mL/L)  e compostos de amônia, hábitos onívoros ou capacidade de ingerir proteína microbiana como alimento.